# Paolo Sammarco
Paolo Sammarco (ur. 17 marca 1983 w Como) – włoski piłkarz występujący na pozycji ofensywnego pomocnika. Zawodnik klubu Frosinone.

## Kariera klubowa
Paolo Sammarco jest wychowankiem Milanu. Nie miał jednak szansy na występy w pierwszym zespole, dlatego też był wypożyczany do innych klubów. W sezonie 2002/2003 reprezentował barwy Viterbese, po czym został wykupiony przez pierwszoligowe Chievo Werona. Następnie Włoch na zasadzie wypożyczenia został zawodnikiem AC Prato. Zarówno w Prato jak i w Viterbese Sammarco miał zapewnione miejsce w podstawowym składzie.
W 2004 Sammarco powrócił do Chievo Werona. W Serie A zadebiutował 10 listopada w wygranym 1:0 meczu z Atalantą. Na Stadio Marcantonio Bentegodi piłkarz grał łącznie przez trzy sezony, a dla Chievo zanotował 71 ligowych występów i dwa mecze w Pucharze UEFA. Podczas rozgrywek 2005/2006 razem z drużyną zajął czwarte miejsce w ligowej tabeli.
22 czerwca 2007 poinformowano, że włoski pomocnik podpisał kontrakt z Sampdorią. W nowym klubie Włoch od razu wywalczył sobie miejsce w wyjściowej jedenastce – w debiutanckim sezonie rozegrał 30 spotkań w Serie A (w tym 24 w podstawowym składzie) i zdobył 5 goli. Latem 2008 Sampdoria za niemal 2,5 miliona euro odkupiła od Milanu drugą część karty Sammarco i w taki sposób Włoch stał się pełnoprawnym zawodnikiem klubu z Genui.
25 sierpnia 2009 Sammarco wypożyczono do Udinese Calcio, w barwach którego ligowy debiut zaliczył 30 sierpnia w przegranym 1:3 meczu z Sampdorią. Po sezonu wrócił do klubu z Genui.

## Kariera reprezentacyjna
Sammarco ma za sobą występy w młodzieżowych reprezentacjach Włoch. Był członkiem drużyn do lat 17, 19 oraz 21, dla których rozegrał łącznie 15 pojedynków. Wystąpił między innymi na Mistrzostwach Europy U-21 2006, na których juniorzy „Azzurrini” odpadli w rundzie grupowej. Na turnieju tym Sammarco był podstawowym zawodnikiem swojego zespołu i zagrał w każdym z 3 meczów.